# Des Browne
Desmond Henry Browne est un homme politique britannique né le 22 mars 1952 à Kilwinning, dans le North Ayrshire.

## Biographie
Membre du Parti travailliste, Des Browne fait carrière dans le droit avant de se lancer en politique. Lors des élections générales de 1992, il se présente dans la circonscription d'Argyll and Bute, mais il ne parvient pas à battre la députée sortante Ray Michie. Il est élu à la Chambre des communes aux élections suivantes, celles de 1997, dans le bastion travailliste de Kilmarnock and Loudoun.
Des Browne entre au gouvernement en 2001 en tant que sous-secrétaire d'État parlementaire pour l'Irlande du Nord. Il devient ensuite ministre d'État au département du Travail et des Retraites en 2003, puis ministre d'État pour l'immigration au Bureau de l'Intérieur l'année suivante et secrétaire en chef du Trésor l'année d'après, à la suite des élections de 2005.
Browne est nommé secrétaire d'État à la Défense en 2006. Après l'arrivée de Gordon Brown (dont il est politiquement proche) à la tête du gouvernement, il occupe également le poste de secrétaire d'État pour l'Écosse. Il perd ces deux postes lors du remaniement ministériel d'octobre 2008. Il annonce l'année suivante son intention de ne pas se représenter aux élections générales de 2010.